# Matching pennies
Matching pennies (traducibile con abbinamento dei penny) è un semplice esempio di gioco utilizzato in teoria dei giochi. Si tratta di due strategie equivalenti a carta forbice sasso. Matching pennies, chiamato anche Pesky Little Brother o Parity game, è principalmente usato per illustrare il concetto di strategie miste e di una strategia mista di equilibrio di Nash.
Il gioco si gioca tra due giocatori, il Giocatore A e il Giocatore B. Ogni giocatore ha un soldo (penny) e deve girare segretamente il penny su testa o croce. I giocatori poi rivelano le loro scelte contemporaneamente.
Se la partita finisce con entrambi teste o entrambi croci, il Giocatore A riceve un euro dal Giocatore B (+1 per A, -1 per B).
Se le facce dei penny non corrispondono (una testa e una croce o viceversa), il Giocatore B riceve un euro dal giocatore A (-1 per A, 1 per B).
Questo è un esempio di un gioco a somma zero, dove la vincita di un giocatore è pari esattamente alla perdita di un altro.
Questo gioco non ha alcuna strategia di puro equilibrio di Nash, poiché non vi è una strategia pura (testa o croce), che è una migliore risposta ad una altrui migliore risposta.
L'unico equilibrio di Nash di questo gioco è in strategie miste: ogni giocatore sceglie testa o croce con la stessa probabilità. In questo modo, ogni giocatore fa sì che l'altro sia indifferente a scegliere testa o croce: così nessun giocatore avrà alcun incentivo a provare un'altra strategia. 
| ...   | Testa | Croce |
| Testa | 1,-1  | -1,1  |
| Croce | -1,1  | 1,-1  |